# Cemitério de Santo Antônio
O Cemitério de Santo Antônio é uma necrópole localizada em Vitória, capital do Espírito Santo. 

## História
O Cemitério de Santo Antônio está localizado no distrito mais antigo da capital capixaba, o bairro de Santo Antônio. A sua inauguração ocorreu no ano de 1908.
Antigamente a população de Vitória era sepultada nos terrenos que pertenciam ao Convento de São Francisco e a Igreja de São Gonçalo. Todavia, com a inauguração do Cemitério de Santo Antônio, os capixabas passaram a ser enterrados no mesmo.

## Enterros
Apenas moradores de Vitória e/ou cidadãos que faleceram na cidade podem ser sepultados no Cemitério de Santo Antônio.